# Chrystian Barletta
Chrystian Amaral Barletta de Almeida, noto semplicemente come Chrystian Barletta o Chrystian (Limeira, 5 luglio 2001), è un calciatore brasiliano, attaccante dello Sport Recife.

## Caratteristiche tecniche
Gioca come ala destra.

## Carriera
Chrystian è cresciuto nel settore giovanile del Joinville dove ha debuttato il 9 ottobre 2019 nell'incontro di Copa Santa Catarina perso 4-2 contro l'Avaí nel quale ha segnato anche la sua prima rete. Nel novembre seguente ha effettuato un provino con lo Sporting Lisbona ma ha fatto ritorno in Brasile poco dopo.
Il 20 gennaio 2020 è stato definitivamente promosso in prima squadra ed il 15 ottobre 2020 ha esordito in Série D nell'incontro vinto 6-1 contro l'Atlético Tubarão. Il 21 novembre seguente ha segnato il suo primo gol in un campionato nazionale consentendo alla sua squadra di vincere per 2-1 contro il Marcílio Dias. Il 31 dicembre ha prolungato il contratto per altre due stagioni ed è stato ceduto in prestito al Bahia per disputare il Campionato Baiano. Rientrato al Joinville, ha iniziato a giocare con maggior continuità guadagnando spazio nella formazione titolare.
Il 12 dicembre 2022 è stato acquistato dal São Bernardo e pochi mesi dopo è stato ceduto in prestito alla Chapecoense, con cui ha centrato la permanenza in Série B giocando con buona frequenza. Rientrato dal prestito ha disputato il Campionato Paulista 2023 aiutando la sua squadra a raggiungere i quarti di finale con 4 gol in 13 incontri. Le buone prestazioni hanno attirato l'interesse del Corinthians che lo ha acquistato il 12 marzo seguente. Ha debuttato con il Timão il 13 aprile in Coppa del Brasile contro il Remo, e tre giorni più tardi ha esordito anche in Série A giocando titolare nell'incontro vinto 2-1 contro il Cruzeiro.
Il 31 luglio seguente è stato ceduto a titolo definitivo al Ceará, in Série B. Dopo soli sei mesi ha cambiato nuovamente squadra firmando con lo Sport Recife.

## Statistiche

### Presenze e reti nei club
Statistiche aggiornate al 24 novembre 2024.
| Stagione         | Squadra          | Campionato       | Campionato | Campionato | Coppe nazionali | Coppe nazionali | Coppe nazionali | Coppe continentali | Coppe continentali | Coppe continentali | Altre coppe | Altre coppe | Altre coppe | Totale | Totale | Totale |
| Stagione         | Squadra          | Comp             | Pres       | Reti       | Comp            | Pres            | Reti            | Comp               | Pres               | Reti               | Comp        | Pres        | Reti        | Pres   | Reti   |        |
| ---------------- | ---------------- | ---------------- | ---------- | ---------- | --------------- | --------------- | --------------- | ------------------ | ------------------ | ------------------ | ----------- | ----------- | ----------- | ------ | ------ | ------ |
| 2019             | Joinville        | -                | -          | -          | -               | -               | -               | -                  | -                  | -                  | CSC         | 6           | 2           | 6      | 2      |        |
| 2020             | Joinville        | PD/SC+D          | 0+7        | 0+1        | CB              | 0               | 0               | -                  | -                  | -                  | -           | -           | -           | 7      | 1      |        |
| 2021             | Bahia            | PD/BA            | 10         | 0          | CB              | 0               | 0               | CS                 | 0                  | 0                  | CdN         | 1           | 0           | 11     | 0      |        |
| 2021             | Joinville        | D                | 16         | 1          | CB              | 0               | 0               | -                  | -                  | -                  | CSC         | 2           | 0           | 18     | 1      |        |
| 2022             | Joinville        | PD/SC            | 11         | 2          | CB              | 0               | 0               | -                  | -                  | -                  | -           | -           | -           | 11     | 2      |        |
| Totale Joinville | Totale Joinville | Totale Joinville | 34         | 4          |                 | 0               | 0               |                    | -                  | -                  |             | 8           | 2           | 42     | 6      |        |
| 2022             | Chapecoense      | B                | 30         | 4          | CB              | 0               | 0               | -                  | -                  | -                  | -           | -           | -           | 30     | 4      |        |
| 2023             | São Bernardo     | A1/SP            | 13         | 4          | CB              | 0               | 0               | -                  | -                  | -                  | -           | -           | -           | 13     | 4      |        |
| 2023             | Corinthians      | A1/SP+A          | 0+3        | 0          | CB              | 2               | 0               | CL+CS              | 0                  | 0                  | -           | -           | -           | 5      | 0      |        |
| 2023             | Ceará            | B                | 11         | 3          | CB              | 0               | 0               | -                  | -                  | -                  | -           | -           | -           | 11     | 3      |        |
| 2024             | Sport Recife     | A1/PE+B          | 4+31       | 0+9        | CB              | 4               | 2               | -                  | -                  | -                  | CdN         | 6           | 3           | 45     | 14     |        |
| Totale carriera  | Totale carriera  | Totale carriera  | 136        | 24         |                 | 6               | 2               |                    | 0                  | 0                  |             | 15          | 5           | 157    | 31     |        |

## Palmarès

### Club

#### Competizioni statali
- Copa do Nordeste: 1

Bahia: 2021
- Campionato Pernambucano: 1

Sport Recife: 2024